# Тертон
Терто́ны (от тиб. gter — «клад, сокровище») — в тибетском буддизме: люди, которые находят тайные «клады» буддийского учения. С помощью терма (тантрийских текстов) происходит передача найденных тертонами учений-кладов.

## Учение о тертонах

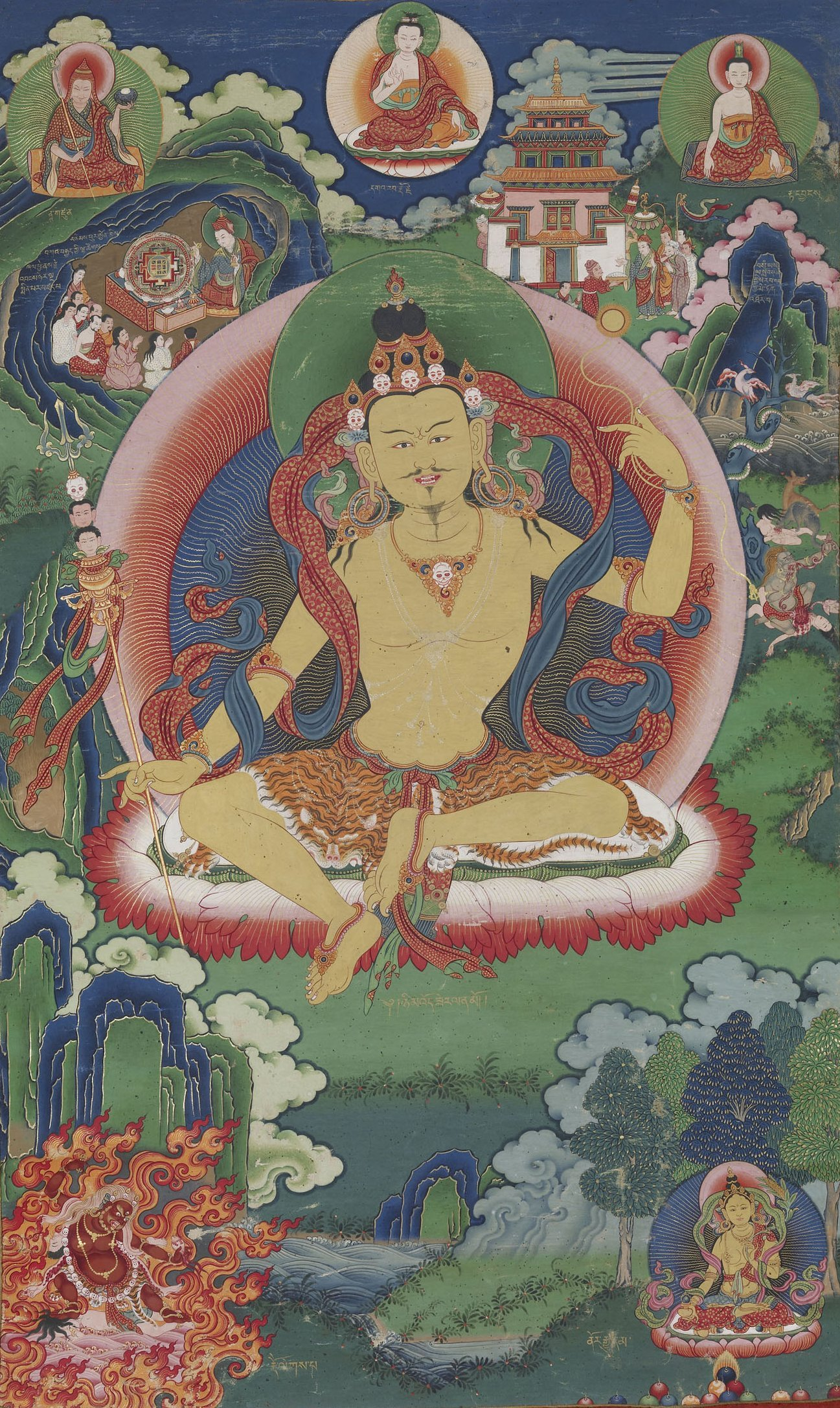
Бутанская танка с изображением Падмасамбхавы

Согласно тибетскому учению, Падмасамбхава скрыл в шести странах (Тибет, Индия, Сикким, Бутан, Афганистан, Непал) значительное количество текстов-терма, терма богатства и священных объектов. Общее название местности, на которых скрыли терма, — «скрытые священные земли» либо «скрытые долины». Предполагалось, что скрытые терма будут с течением времени обнаруживаться тертонами. Тертоны объединялись в школы, наиболее известной из которых была школа Ньингма. В ней имелось значительное количество тантрийских текстов-терма. После открытия терма в Тибете и Сиккиме тертоны делали доступным эти тексты для населения, пытаясь распространить среди тибетцев буддийское учение. Активность тертонов приходится на XVII—XVIII века